# Świączyń
Świączyń (pronunciación en polaco: /ˈɕfjɔnt͡ʂɨj̃/) es un pueblo ubicado en el distrito administrativo de Gmina Książ Wielkopolski, dentro del Distrito de Śrem, Voivodato de Gran Polonia, en el oeste de Polonia central. Se encuentra aproximadamente a 5 kilómetros al este de Książ Wielkopolski, a 20 kilómetros al este de Śrem, y a 44 kilómetros al sureste de la capital regional Poznań.
El pueblo tiene una población de 141 habitantes.